# Mörkerödstjärnen
Mörkerödstjärnen är en sjö i Tanums kommun i Bohuslän och ingår i Strömsåns huvudavrinningsområde. Sjön är 3 meter djup, har en yta på 0,072 kvadratkilometer och befinner sig 153,1 meter över havet. Vid provfiske har elritsa och öring fångats i sjön.

## Delavrinningsområde
Mörkerödstjärnen ingår i det delavrinningsområde (653297-124771) som SMHI kallar för Ovan 653374-124496. Medelhöjden är 140 meter över havet och ytan är 12,48 kvadratkilometer. Det finns inga avrinningsområden uppströms utan avrinningsområdet är högsta punkten. Vattendraget som avvattnar avrinningsområdet har biflödesordning 3, vilket innebär att vattnet flödar genom totalt 3 vattendrag innan det når havet efter 26 kilometer. Avrinningsområdet består mestadels av skog (89 %). Avrinningsområdet har 0,36 kvadratkilometer vattenytor vilket ger det en sjöprocent på 2,9 %.